# Perská literatura

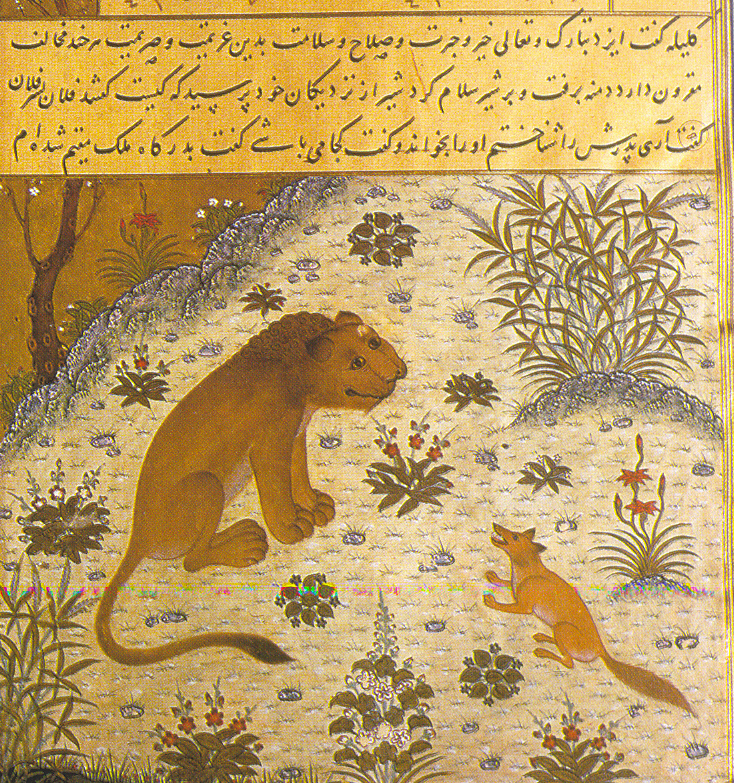
Perský rukopis z Herátu (1429). Na obrázku se šakal snaží obalamutit lva.

Perská literatura sestává z ústně tradovaných i zapsaných literárních děl sepsaných v perštině a se svou historií sahající dva a půl tisíce let do minulosti patří mezi nejstarší na světě. Persky psaná literatura vznikala na území celého „velkého Íránu“, zahrnujícího kromě dnešního Íránu také Afghánistán, jižní státy Střední Asie, Kavkaz, část Turecka, Iráku a Pákistánu a vůbec všechna území kde perština je či byla mateřským nebo oficiálním jazykem. Například slavný perský básník Džaláleddín Balchí Rúmí se narodil buď v afghánském Balchu či tádžickém Vachši a působil v tureckém Konye – hlavním městě Seldžuků. Kromě samotných Peršanů byla perská literatura psána také příslušníky jiných národů, jež přijali perskou kulturu, například Turků a Indů. Do perské literatury je často také zahrnována Avesta, svatý text zarathuštrovského náboženství, která však není psána persky, ale východoíránským jazykem avestánštinou.
K nejznámějším perským spisovatelům patří především básníci: Firdausí se svou Knihou králů, Sa'dí, Háfiz, Nizámí Gandžaví, Džaláleddín Balchí Rúmí a Omar Chajjám.

## Staroperská a avestánská literatura
Staroperská literatura se dochovala pouze v několika achaimenovských nápisech jako je Behistunský nápis nebo Xerxův nápis u jezera Van. Avestánská literatura je psána avestánštinou, východoíránským jazykem odlišným od západoíránské perštiny, a je reprezentována Avestou - svatým textem zarathuštrovského náboženství. Dochovaný text Avesty není kompletní, ale asi čtvrtinový oproti původnímu rozsahu, a je dělen na několik částí:
- gáthy – zpěvy připisovanému Zarathuštrovi sepsané ve staroavestánštině
- Jasna – náboženské texty sepsané ve starší, mladší i archaizované mladší avestánštině

a další texty v mladší avestánštině, z nich mezi nejdůležitější náleží
- Visprad, rozšíření liturgie jasny
- Churtak Apastak „Malá Avesta“, výtah z modliteb pro laiky
- Jašty – hymny na různá božstva - jazaty
- Vidévdát „Ustanovení proti daévům“, náboženský a rituální zákoník

## Středoperská literatura
Náboženská literatura psaná ve středoperštině, neboli pehleví, vznikla z větší části v 9. století, a zahrnuje především:
- Zend, překlad a komentář Avesty
- Dénkart, encyklopedická kompilace na různá témata
- Bundahišn „Prvotní stvoření“, encyklopedická kompilace zabývající se počátkem světa a zarathuštrickými dějinami
- Vičitakihá-i Zátspram „Zátspramovy vybrané stati“, encyklopedická kompilace zabývající se počátkem světa a zarathuštrickými dějinami
- Dátestán-i dénik „rozhodnutí náboženská“, otázky a odpovědi na různé náboženské náměty
- Dátestán-i ménoké chrat „rozhodnutí ducha moudrosti“, otázky a odpovědi na různé náboženské náměty
- Škand gumáník vičár „ničení všech pochybností“, apologetické dílo
- Arták Viráz Námak „kniha svatého Viráze“ - popis nebe a pekla
- handarzy, sbírky mravních ponaučení
- různé výklady slov a frází

K světské středoperské literatuře patří různá, méně známá, epická díla, jako epos o Vištáspově bratru Zárerovi, a povídky, nebo odborné texty právní, o šachu či sbírky místopisných zajímavostí. Ke konci sásánovské éry vznikaly i spisy světského původu: např.: ztracená Chvatájnámak – Kniha králů.
Do manichejské persky psané literatury patří Máního spis Šáhpuhrakán. Mání byl prorok manicheismu, náboženského hnutí, založeného jím ve 3. stol. v Persii, které mělo překvapivě velký vliv nejen v Íránu, ale i ve středověké Evropě. Základními texty manicheismu jsou Máního spisy Velké evangelium, Kniha tajemství, Kniha o obrech a Poklad života, které byly sepsány v syrštině, a Šáhpuhrakán, sepsaný persky, v němž vysvětluje své poslání: završit nedokončené dílo proroků: Buddhy, Zoroastra (Zarathuštry) a Ježíše Krista. Mnohé z textů (v koptských překladech) byly nalezeny při vykopávkách ve Fajjúmu.

## Novoperská literatura
Novoperská literatura se vyvinula po arabském obsazení Íránu a přijetí islámu v 8. a 9. století a po obnovení národního vědomí. První verše v novoperském jazyce vznikly ve východních oblastech, v Chorásánu. Výrazné osobnosti, jejichž eposy dosáhly světové slávy:

### Rúdákí Allí Abdolláh Dža'far
Asi z oblasti dnešního Tádžikistánu, mezi roky 858 a 941 př. n. l. Zachovalo se kolem 2000 veršů, básně o víně, o stáří, nejisté je autorství vyprávění Kalíla a Dimna. Pokládán za zakladatele novoperské poezie.

### Ferdousí Abolkásem (940–1020 n. l.)
- Kniha králů – Šáhnáme

obsahuje dějiny Íránců od mytologických počátků až do posledního Sásánovce Jazdkarta III., poraženého arabskými nositeli islámu. Je nesporně největším perským básníkem, jehož hlavním přínosem je obnova perského jazyka, upadajícího pod nátlakem arabštiny, která se od jeho doby změnila pouze nepatrně.

### Gorgání celým jm. Fachroddín As'ad Gorgání
- Vís a Rámín (epos o lásce)

Perští básníci převzali arabské veršové míry a formy, z místních se zachovalo tradiční čtyřverší- robájí. typické zejména pro Omara Chajjáma.Jde o e krátké rýmované čtyřverší, jehož první dva verše představují expozici a další dva řešení tématu či problému. Robají bylo v perské poezii populární a objevuje se v dílech téměř všech klasických perských básníků. Typickými náměty čtyřverší byly rady, úvahy, kritiky, problémy lásky atd.V klasickém období – asi do roku 1250 vynikli lyričtí básníci Onsorí z Balchu (zemřel roku 1040), Manúčehrí z Dámghánu (zemřel roku 1050), Mas' úd Sa'd Sálmán (zemřel roku 1121), Chákání ze Šírvánu (zemřel roku 1199), Nezámí z Gandže v Ázerbájdžánu (zemřel roku 1209). Světoznámá jsou čtyřverší Omara Chajjáma (zemřel roku 1122).
- Omar Chajjám, celým jménem Ghíját al-din Abú l’Fath Umar Ibn Ibrahim al-nisaburi al Chajjám

perský matematik, astronom, fyzik, básník čtyřverší, zvaných robájí. Byl pravděpodobně první astronom, který vyslovil názor, že pohyb souhvězdí na obloze způsobuje otáčení Země kolem své osy. Je také autorem závažné úpravy kalendáře z roku 1078.

## Novoperská mysticko - súfijská poezie
Tuto poezii proslavili básníci 12. a 13. století, kteří tvoří přechod k postklasickému období:
Sanájí (1131), Farúduddín Attár (1220), Džaláluddín Rúmí a básník Sa' dí.

### Postklasický styl
Jeho představitelem je básník Háfez či Džámí z Herátu (zemřel 1492). Následuje mnoho pokračovatelů, přistupuje tzv.

### Indický styl
Jeho výraznými představiteli byli zejména Mírzá Mohammad Alí Sáeb z Tabrízu (1677), a Mírzá Abdolkáder Bidel z indického Azímábádu (1644–1721). Jeho dílo ovlivnilo zejména literáty ve střední Asii a Afghánistánu.

### Shrnutí
Existuje také próza vedle vědeckých spisů, např. Dánešnáme (Kniha o vědě) od učence Ibn Síná, známého také pod jménem Avicenna, arabského lékaře a filosofa. Dále např.: didaktická pojednání jako zrcadlo panovnické moudrosti Kabúsnáme (Kniha rad) od Onsorolmaálí Kajkáúse (zemřel roku 1098), perského emíra. Jedná se o soubor ponaučení vlastnímu synu o způsobu vládnutí. Jinou takovou knihou je Sijásatnáme (Kniha o vladaření) jejímž autorem je perský ministr seldžuského vládce Arpaslana Hasan Nizámolmuk z Túsu.
Vedle toho známe řadu anonymních rytířských a fantastických románů jako Sekandarnáme, Hamzenáme, Samake Ajjár a jiné. V arabském jazyce se zachoval velký soubor povídek Tisíc a jedna noc, původ však mají zčásti v sásánovských Hazár afsának (Tisíc pohádek).
V 19. století dochází k renesanci literatury, vlivný byl časopis Kánún, který vycházel v Londýně od roku 1890 a jehož vydavatelem byl Malkolm – chán. Básníkem éry hnutí za konstituci byl na počátku 20. století Áref Kazvíní, další výrazné osobnosti byly Malek oš šoará, "král básníků" Bahár (1880–1951), Iradž Mírzá, básnířka Parvín E'tesámí aj.

### Moderní realistická poezie
Zakladatelem moderní realistické poezie je Džamálzáde, který se ve svých povídkách věnuje rozporům mezi perskou (případně islámskou) a cizí (západní) kulturou. Dalšími autory jsou např. Hedájat Sádeq, (1903–1951), prozaik a překladatel, Alaví Bozorg, prozaik a literární historik, jehož hrdinové jsou bojovníci za národní nezávislost a svobodu, např. v románu Čašmháješ (Její oči). Čúbak Sádeq, (1916–1998), íránský prozaik, dramatik a myslitel, jehož dílo vyšlo v češtině roku 1975 v překladu Jiřího Oswalda pod názvem Spravedlnost.